# 미니텔

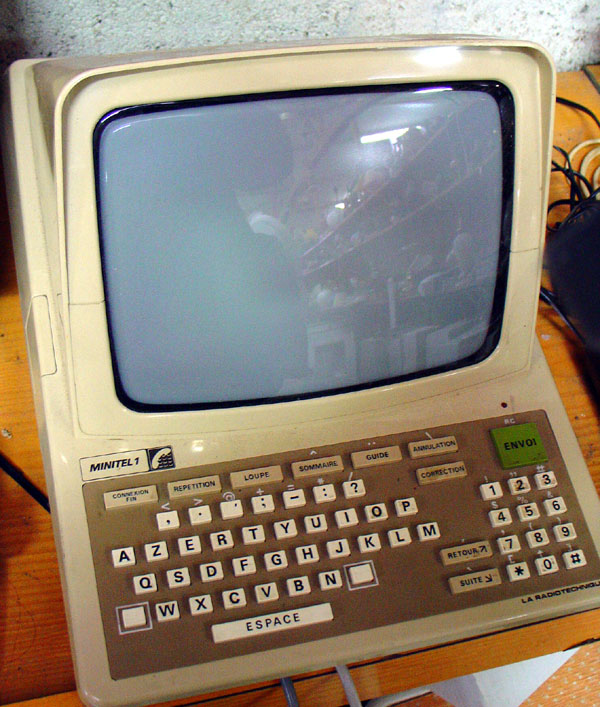
최초의 미니텔 단말기

미니텔(Minitel)은 프랑스의 통신 네트워크 서비스 및 이를 제공하는 단말기이다. 1982년에 프랑스 국영 통신(현 오랑주)에 의해 첫 서비스를 시작하여 프랑스의 대중적인 통신 서비스로 자리매김하였다. 2009년 2월, 프랑스 텔레콤은 미니텔 네트워크가 월별 연결 수가 10,000,000개에 이르는 것으로 언급하였다. 2012년 6월 30일을 끝으로 서비스를 중단하였다.

## 상세
공식 명칭은 텔레텔(TELETEL)이며 미니텔이라는 이름은 전화를 통한 디지털화된 정보의 상호작용 매체(Médium interactif par numérisation d'information téléphonique)의 준말이다.
한때 단말기가 프랑스 전국적으로 600만 여대가 보급될 정도로 대중화되었으나, 1990년대 말부터 전세계적으로 퍼지기 시작한 인터넷(월드 와이드 웹)의 보급을 저해하는 장애물이 되고 말았다고 평가된다. 미니텔의 서비스 범위가 프랑스 국내로 한정되며, 정보 처리량이나 속도도 훨씬 뒤처질 뿐만 아니라 사용 요금도 비쌌기에, 같은 요금으로 전세계 정보망에 접속할 수 있는 인터넷과 더더욱 비교되었다. 하지만 프랑스 정부는 자국 기술로서의 자부심과 인터넷이 대중화되면 미국으로의 정보종속화가 우려된다는 명목적 이유, 또 다른 한편으로 그동안 큰 예산을 투입해 구축해온 미니텔 시스템을 포기해야 한다는 재정적 이유를 들며 미니텔을 고수해 왔다.
이후 1997년 말부터 리오넬 조스팽 총리가 인터넷 대중화 정책을 본격적으로 추진하고, 프랑스텔레콤과 알카텔 등의 프랑스 국내 통신사업자가 1998년부터 인터넷 단말기를 출시하면서 프랑스도 인터넷 시대를 열었다. 인터넷 단말기 출시 이후에도 미니텔은 2002년까지 900만명 이상의 가입자를 기록하며 대중성을 보여주었으나, 2000년대 중반부터 인터넷 단말기가 대중화되며 미니텔 시스템은 사장화되었다.

## 같이 보기
- PC통신